# La gran seducción
La gran seducción es una película de comedia mexicana de 2023, dirigida por Celso R. García, a partir de un guion que escribió con Luciana Herrera Caso. La cinta se cimentó inspirándose en La grande séduction, una obra original del canadiense Ken Scott estrenada en 2003. Este fue un remake mexicano de dicha película, siendo el segundo luego del realizado en 2013. El filme se centra en un grupo de habitantes de una isla pesquera que se niegan a deshabitarla, a pesar de que esta se encuentra abandonada por la población urbana en general, así que buscan la manera de que esta comience a generar interés y trabajo al intentar atraer a un doctor «seduciéndolo» para que se quede y les facilite la construcción de una empacadora de pescado.

## Argumento
Germán es un hombre que recuerda con nostalgia sus años de infancia y juventud al lado de sus padres, que se dedicaban a la pesca en la isla pesquera de Santa María del Mar. Al crecer, el pequeño pueblo localizado en la misma se encuentra en el abandono total después de que se suscitara una industrialización en la isla aledaña, la cual le quitó el trabajo a todos los habitantes de Santa María. Germán y su novia María sobreviven por medio de una ayuda económica proporcionada por el Gobierno de México, además de que este, de manera ilegal, también cobra el cheque de su fallecida madre para poder obtener más dinero. La mañana en que recoge su pago, su novia le comenta que se mudara a Ciudad de México porque su hermano le consiguió un trabajo; además, en una junta vecinal a la que solo asisten cuatro habitantes del pueblo, Ana, Simón, Benjamín y el propio Germán, se les informa que una empresa empacadora de pescado busca establecerse en la isla, siempre y cuando esta cuente con un doctor permanente. Todos, a excepción de Germán, se hacen a la idea de que la compañía no se establecerá porque ningún médico a querido irse a vivir a la isla. A la mañana siguiente, su novia María se va a la ciudad.
Con optimismo y teniendo como objetivo que su querida isla vuelva a sus años de gloria, su novia regrese, y su hermano migrante en Estados Unidos también, Germán alienta a Ana, Simón, y Benjamín, a enviar varias cartas a doctores de la Ciudad de México para ver si alguno decide irse a trabajar a la isla. En la ciudad, Mateo es un doctor intachable que cree que obtendrá una plaza permanente en el hospital donde trabaja. Su jefe en cambio no lo piensa así y decide darle el puesto a otro de sus compañeros doctores. Molesto y abrumado por lo sucedido y porque su novia Lucía lo evade cada vez que quiere verla, se emborracha y se orina sobre el automóvil de su jefe. Esto provoca la ira de este último y como castigo envía Mateo al pueblo de Santa María. Germán y sus amigos se enteran de lo sucedido y deciden empezar a armar un plan de «seducción» para hacer que el doctor se quede de forma permanente en la isla. Antes de su llegada, investigan a Mateo e intentan aprender fútbol americano, al ser ese su deporte favorito, acondicionan la casa de Benjamín para que se quede a dormir en ella por ser la más «moderna», y finalmente intervienen un teléfono de la mencionada casa para poder escuchar sus llamadas personales y así conocer más sobre él. Mateo llega y se instala en la isla, la cual en un inició llama pequeña y le es indiferente. 
Interviniendo sus llamadas telefónicas, escuchadas por Alba y su amiga Consuelo, empiezan a conocerlo, enterándose de que comida le gusta, averiguando datos sobre su vida amorosa, y aprendiendo que le tiene un gran aprecio al dinero. En su primer día instalado, todos los habitantes del pueblo van a su casa para obtener una consulta con él, lo cual lo abruma e incluso impresiona por las enfermedades de algunos, destacando el pie de atleta infectado de Jorge. Germán plática con él y Mateo le externa que si las cosas siguen así su estancia no va a durar ni una semana. Tras esto, Germán organiza una reunión en la que le pide a todo el pueblo ser más comprensivo en sus visitas médicas para no asustar al doctor. En otra de sus llamadas privadas se enteran de que su hermano murió cuando era pequeño. Ana, Alba y Consuelo le piden a Germán no utilizar esa información para crearle más mentiras a Mateo, y este acepta. Sin embargo, cuando ambos salen a pescar, Germán le inventa que su hermano también había fallecido y tendría la misma edad que él. Al regresar de pescar, Ana se enoja con Germán por haber hecho caso omiso a lo que le pidieron, lo cual desconcierta a Mateo, pero Germán le vuelve a mentir diciéndole que es porque a ella le gusta él. Todo lo anterior hace que Mateo forme un vínculo cercano tanto con él, como con el resto de los habitantes de la isla. A petición de Germán, Jorge, gustoso de escuchar cumbia, también se enrola en el plan principal de seducción al serle encomendado ir a la casa de Mateo a oír algunas de sus canciones preferidas de rock, género musical que a Jorge no le gusta porque considera «muy ruidoso». Luego de que otra vez engañaran a Mateo con haber «pescado» su primer pez y en honor a ello le organizaran una fiesta en la que Jorge canta una versión cumbia de la canción «Antes de que nos olviden» del grupo Caifanes, una de las canciones favoritas de Mateo, este empieza a tomarle un gran gusto a vivir en la isla. A pesar de que su estancia parece ya haber sido aceptada, se siente solo por no tener la compañía de su novia Lucía, quien casi siempre lo ignora o le inventa algo para no hablar con él. Eso hace que Mateo le pida a su mejor amigo Mau investigar qué es lo que está pasando. Alba y Consuelo finalmente se enteran de que Mau y Lucía han estado saliendo desde hace tres años. Mateo termina con su novia y esto le provoca una gran tristeza, por lo que decide que se convertirá en el doctor permanente del pueblo. En un último truco de seducción, Germán inventa que otro doctor ha estado asistiendo a la isla y probablemente él será quien se quede a trabajar permanentemente en Santa María. En una llamada que Germán le hace al señor Hernández, encargado de la empacadora, le comenta que ya tienen un doctor para que se construya el establecimiento. El hombre le responde que el pueblo de al lado ya le ofreció una buena cantidad de dinero para que se construya allá. Pidiéndoles 500 mil pesos para construcción, Germán intenta convencer a Benjamín de que les dé el dinero, siendo él el encargado del banco del pueblo. Él sin embargo no se siente moralmente convencido de hacerlo. Hernández visita la pequeña isla y es engañado por Germán y los habitantes, haciéndole creer que son más de 200 personas las que viven ahí, en lugar de solo 100. Este se lo cree todo y decide aceptar construir la empacadora ahí. Cansado de ser menospreciado y visto como un simple trabajador más para el banco en el que ha estado laborando por varios años, Benjamín, en un impulso, decide tomar los 500 mil pesos y aportarlos para la construcción de la empacadora. 
Cuando finalmente todo parece ya estar concretado, Mateo, a pesar de que le habían dicho que existía otro doctor en la isla, intenta nuevamente convertirse en el doctor permanente del pueblo. Pero Germán se siente culpable por todas las mentiras que le han dicho, por lo que una vez más le miente diciéndole que ya encontraron un doctor. Entristecido, Mateo va a hablar con Ana, a quien le pide perdón por tener que irse a pesar de saber sobre sus sentimientos por él. Enojada por la mentira de Germán, Ana le dice toda la verdad a Mateo. Furioso, este va a hablar con Germán y le cuestiona por qué le mintieron desde que llegó. Germán le confiesa todo e intenta hacer que recapacite, pero el airado Mateo se va rápidamente y empieza a empacar todas sus cosas. Ya alistado para irse en una lancha, don Claudio, uno de los pobladores, empieza a platicar con él y le dice que a pesar de no tener nada, el mirar a su alrededor y ver la hermosa vista del pueblo hace que sienta que nada le hace falta. Mateo vuelve con Germán y los demás residentes; este le pregunta a Germán si aprenderá a jugar fútbol americano y él le contesta que no, lo cual hace recapacitar a Mateo al ver que está siendo sincero, por lo que termina aceptando el trabajo permanente de doctor en la isla. Al final todos los habitantes que se habían ido del pueblo regresan tras la construcción de la empacadora, incluida la novia de Germán y su hermano. Además, Ana reabre la escuela del pueblo y se convierte en la profesora, se construyen casas mejor equipadas para las familias de Santa María, y con el dinero cosechado por la empacadora pagan la deuda de Benjamín al banco. Sentado en el techo de su casa, Germán observa el panorama de la isla y menciona que estando en su hogar no necesita de nada más.

## Reparto
- Memo Villegas como Germán[5]
- Pierre Louis como Mateo[6]
- Yalitza Aparicio como Ana[7]
- Eligio Meléndez como Simón[8][9]
- Julio Casado como Benjamín[9][10]
- Héctor Jiménez como Jorge[4]
- Mercedes Hernández como Alba[11]
- Paola Pérez Flores como Consuelo[12]
- Baltimore Beltrán como Joaquín[12]

### Sin acreditar
- Teté Espinoza como María[12]
- Javier Díaz Dueñas como señor Hernández[12]
- Regina Flores Ribot como Vera, la esposa de Simón[12]
- Luis Mateo Negrete como Julián, niño del pueblo[1][9][12]
- Arath Aquino como Germán de adolescente[13]

## Producción

### Rodaje
El rodaje de la cinta se llevó a cabo en locaciones del pueblo El Cerrillo, en el municipio de Valle de Bravo, ubicado en Estado de México, así también como en lugares del municipio de Villa Victoria, situado en el mismo estado.

## Estreno
La gran seducción tuvo un estreno limitado el 23 de agosto de 2023, y el 30 de agosto fue lanzada en todo el mundo a través de Netflix.